# 修成郡
修成郡，中国南北朝时设置的郡。
北魏太和年间（477年—499年）置，治所在广长县（今甘肃省成县东南）。辖境相当今甘肃省成县、康县及陕西省略阳县。北周时废。 